# 사이버문학광장
사이버문학광장은 한국문화예술위원회가 운영하고 있는 문학 관련 사이트이다. 사이버문학광장은 문화체육관광부와 기획재정부 복권위원회의 문학나눔 지원사업을 통한 한국문화위원회가 운영한 문장 포스트를 통해 시 배달, 문학 배달 등에서 담당한다.

## 시배달
- 2006년 도종환
- 2007년 안도현
- 2008년 나희덕
- 2009년 문태준
- 2010년 김기택
- 2011년 김선우
- 2012년 황인숙
- 2013년 장석남
- 2014년 장석주
- 2015년 문정희
- 2016년 박성우
- 2018년 진은영
- 2019년 손택수
- 2020년 김행숙

## 문장배달
- 2007년 성석제
- 2008년 김연수
- 2009년 은희경
- 2010년 이혜경
- 2011년 하성란
- 2012년 전성태
- 2013년 한창훈
- 2014년 조경란
- 2015년 서영은
- 2016년 정이현
- 2018년 김애란
- 2019년 구효서
- 2020년 이기호

## 그 외 낭송들
- 정우영
- 남도형
- 윤미애
- 최경원
- 정인겸
- 장민혁
- 양정화
- 양양
- 장인호
- 배한성
- 도종환
- 김기택
- 정채원
- 박경미
- 장석주
- 차주일
- 최두석
- 문진섭
- 김연수
- 문정희
- 노계현
- 이원
- 최정례
- 박형준
- 박선영
- 그 외 국립극단들 여러분

## 웹사이트
- 사이버문학광장 포스트 보관됨 2019-07-03 - 웨이백 머신